# Efemery

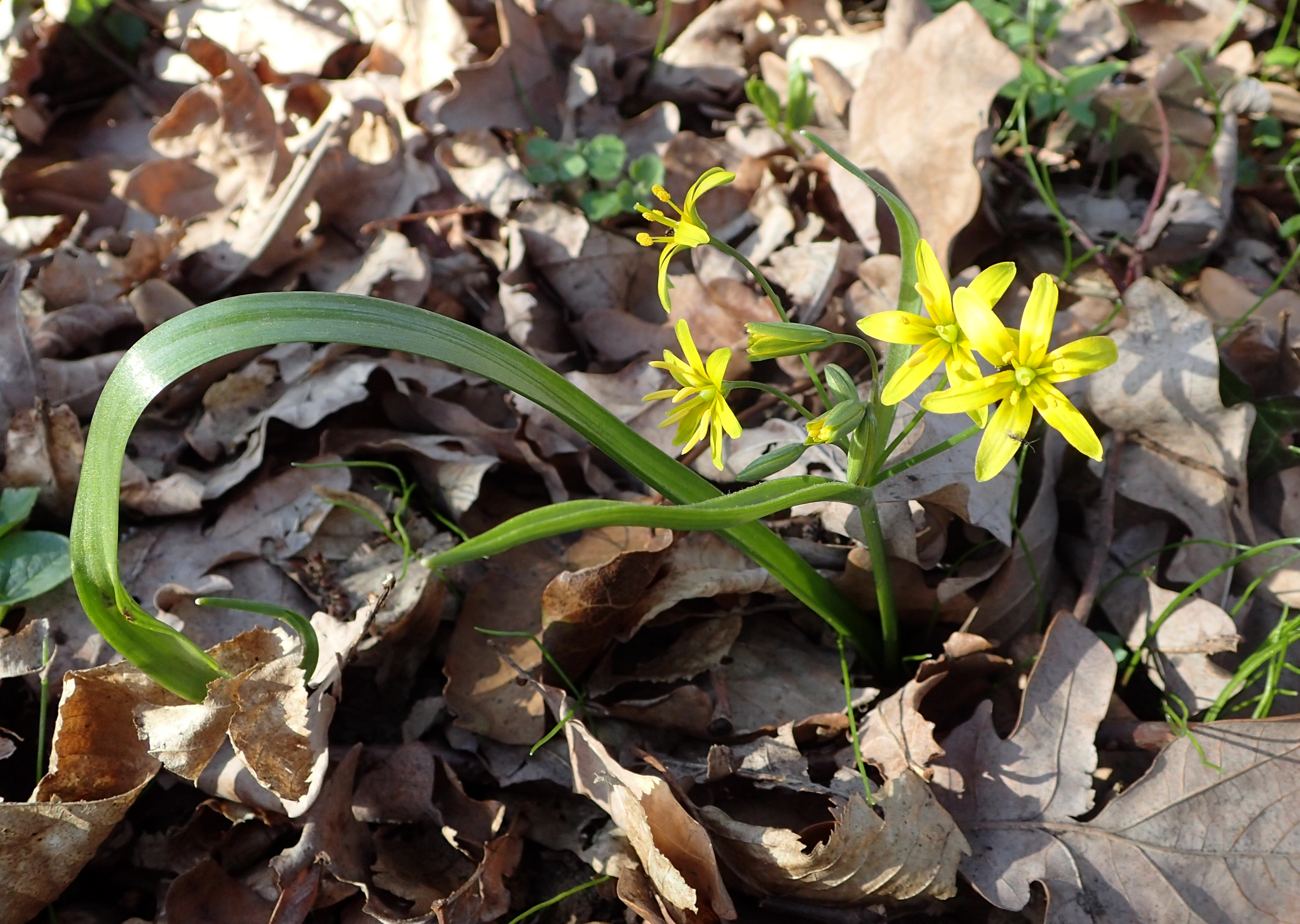
Złoć żółta – efemeroid

Efemery – rośliny o krótkotrwałych pędach nadziemnych. Należą tu dwie grupy różniące się strategią spędzania długiego okresu niekorzystnych warunków do wegetacji – efemerydy są roślinami jednorocznymi spędzającymi niekorzystny okres w postaci nasion (np. wiosnówka pospolita); efemeroidy są bylinami z trwałymi organami podziemnymi (kłączami, bulwami, cebulami) (np. zawilec gajowy, złoć żółta). 